# Carlina barnebiana
Carlina barnebiana là một loài thực vật có hoa trong họ Cúc. Loài này được B.L.Burtt & P.H.Davis mô tả khoa học đầu tiên năm 1949.